# Новоолександрівка (Сіверськодонецький район)
Новоолекса́ндрівка — село в Україні, у  Попаснянській міській громаді Сіверськодонецького району Луганської області. Населення становить 124 осіб. 
Знаходиться на тимчасово окупованій території України.

## Географія
На північний захід і захід від села проходить лінія розмежування сил на Донбасі (див. Мінські угоди). Сусідні населені пункти: місто Попасна на заході, селище Молодіжне на північному сході, село Калинове-Борщувате і місто Сокологірськ на сході, селище Калинове на південному сході.

## Історія
За даними 1859 року Новоолександрівка (Рубашкине), панське село, над ставом, 48 господ, 343 особи.
Село постраждало внаслідок геноциду українського народу, вчиненого урядом СРСР у 1932—1933 роках, кількість встановлених жертв — 28 людей.
З 31 січня 2018 року під контролем ЗСУ.

Дзюбенко Роман Васильович отримав поранення не сувмістне с життям під час обстрілу українських позиції окупантами 26 січня 2021 року. Загинув 30 січня в реанімації в Часів яр.
Явтушенко Олег Олександрович (1997-2022) — старший лейтенант Збройних Сил України, учасник російсько-української війни, загинув 12 березня 2022 року поблизу села у ході російського вторгнення в Україну в 2022 році.

## Населення
За даними перепису 2001 року населення села становило 124 особи, з них 93,55 % зазначили рідною українську мову, а 6,45 % — російську.

## Також
- Перелік населених пунктів, що постраждали від Голодомору 1932-1933, Луганська область